# Costa Riviera
Pour l’article homonyme, voir Guglielmo Marconi.
Le Costa Riviera est un paquebot construit en 1961 par les chantiers Cantieri Riuniti dell'Adriatico de Trieste pour la compagnie Lloyd Triestino di navigazione. Il est lancé le 24 septembre 1961 et mis en service en novembre 1963 sous le nom de Guglielmo Marconi. Devenu le Costa Rivera de Costa Croisières en 1983, il est affrété quelques semaines par la compagnie American Family Cruises en 1993 et est rebaptisé American Adventure pour l’occasion. En 2002, il est vendu à la casse et détruit à Alang sous le nom de Liberty.

## Histoire

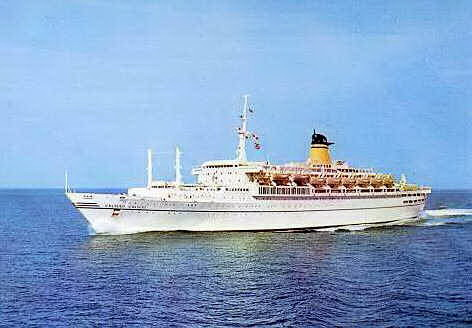
Une carte postale du Galileo Galilei, son navire jumeau.

Le Costa Riviera est un paquebot construit en 1961 par les chantiers Cantieri Riuniti dell'Adriatico de Trieste pour la compagnie Lloyd Triestino. Il est lancé le 24 septembre 1961 et mis en service en novembre 1963 sur la ligne Gênes-Sydney sous le nom de Guglielmo Marconi.
De 1976 à 1979, le navire est affrété par l’Italia di Navigazione. Lorsque le contrat prend fin, il est désarmé à Port Canaveral puis à Gênes jusqu’en octobre 1983, lorsqu’il est vendu à la compagnie Costa Croisières qui le renomme Costa Riviera et le fait convertir en navire de croisière par les chantiers navals T. Mariotti de Gênes.
En 1993, il est affrété quelques semaines par la compagnie American Family Cruises qui le rebaptise American Adventure le temps de l’affrètement, puis le navire reprend le nom de Costa Riviera.
En août 1996, ses passagers sont victimes d’une intoxication alimentaire.
En février 2002, il est vendu à la casse et devient le Liberty. Il est échoué à Alang ville côtière du Gujarat en Inde, le 7 mars 2002 et détruit.
Il a un navire jumeau, le Galileo Galilei, qui a coulé dans le détroit de Malacca le 21 mai 1999 à la suite d'un incendie.